# БМ «Ангара»
БМ, БТ, «Ангара» — большая серия малых речных буксиров-толкачей, проектов Р-96, Р-96А, Р-96Б, Р-96В, выпускаемых Красноярским судостроительным заводом, ССРЗ памяти Кирова, Тобольской РЭБФ, Вычегодской РЭБФ, а также РЭБ флота в Петрозаводске с начала 1970-х годов. Аббревиатура БМ обозначает Буксир Мелкосидящий, БТ — буксир-толкач, «Ангара» - наименование буксиров красноярской постройки.
Буксиры БМ представляют собой теплоходы с водомётным движителем. Главный двигатель — один, мощностью 165 л. с. — 200 л. с. Управление рулевыми механизмами и двигателем — дистанционное, полуавтоматическое посредством гидравлической системы. Имеется гидравлическая станция для привода гидравлического оборудования на толкаемой барже.
Минимальный экипаж — 2 человека.
Буксиры БМ используются в качестве линейных на малых реках для толкания барж водоизмещением до 650 тонн. Могут применяться для работы с нефтеналивными судами.